# Shikokuchūō

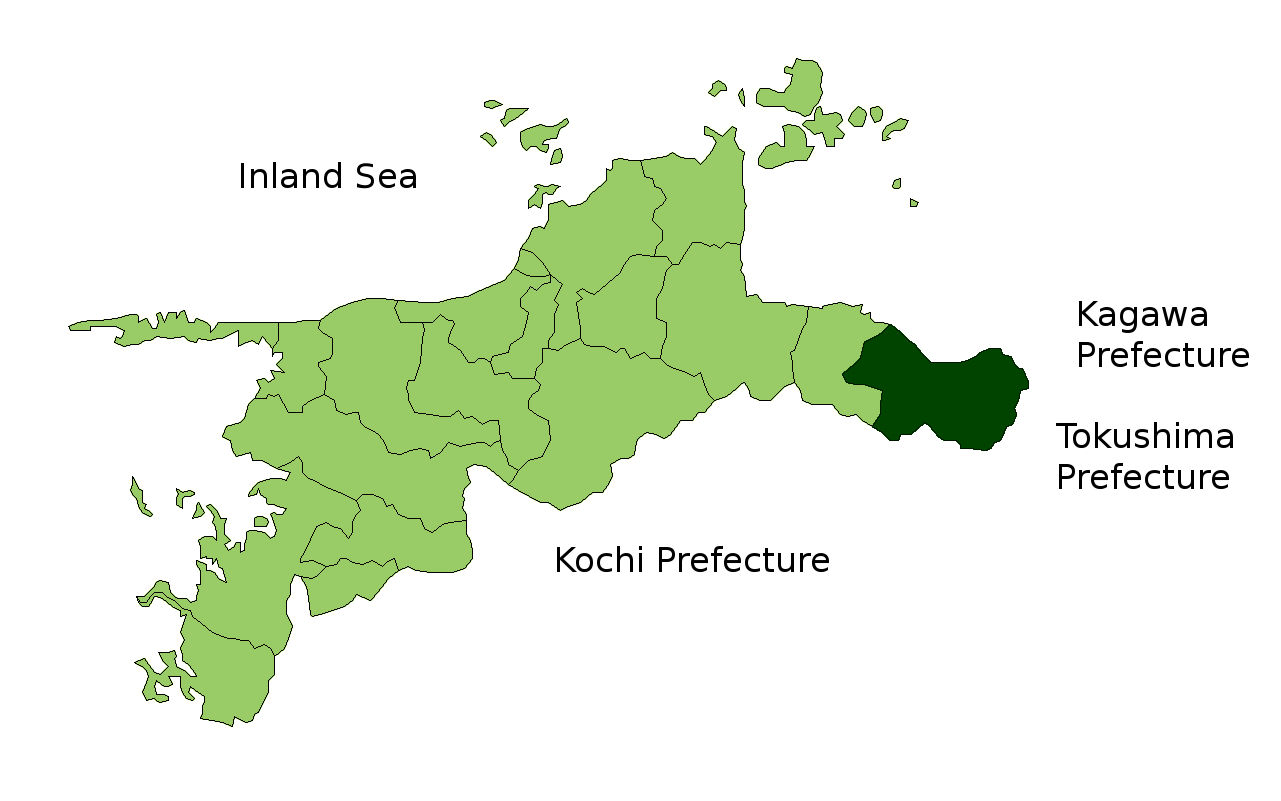

Shikokuchūō (四国中央市 Shikokuchūō-shi?) este un municipiu din Japonia, prefectura Ehime.